# 張譏
張 譏（ちょう き、生没年不詳）は、南朝梁から陳にかけての儒学者・老荘学者。字は直言。本貫は清河郡東武城県。

## 経歴
梁の廬陵王府録事参軍・尚書祠部郎中の張仲悦の子として生まれた。幼くして聡明で、14歳で『孝経』と『論語』に通じた。老荘思想を好み、周弘正に学問を受けた。大同年間、国子正言生として召された。梁の武帝が文徳殿で易学の講釈をおこなったとき、張譏は袁憲らとともに参加し、武帝の命を受けて論じると、儒者たちも異議を差しはさもうとせず、粛々と議論を進めた。武帝は感心して、下着の絹などを張譏に与え、「卿の稽古の力を表す」と評した。
父が死去すると、礼の規定を超えて喪に服した。喪が明けると、湘東王左常侍に任じられ、田曹参軍となり、士林館学士に転じた。ときに皇太子の蕭綱に『孝経』の問題を出されて、議論を交わし、賞賛を受けた。以後、学問的な集まりがあるたびに、張譏は必ず召し出されるようになった。侯景の乱が起こると、張譏は包囲下の建康城中にあって、なおも太子に仕え、武徳後殿で老荘を講義した。台城が陥落すると、張譏は苦難の末に避難して、侯景に仕えようとしなかった。侯景の乱が平定されると、臨安県令に任じられた。
永定元年（557年）、陳が建国されると、張譏は太常丞に任じられ、始興王府刑獄参軍に転じた。天嘉年間、国子助教となった。宣帝の代には建安王府記室参軍となり、東宮学士を兼ねた。後に学士のまま、武陵王限内記室に転じた。
皇太子陳叔宝が官僚を集めて酒宴を開いたとき、新しく作った玉柄の麈尾を手に取って、「当今に士はまた林のごとく多いけれども、これを持つにふさわしい者は、ひとり張譏だけである」と言って、張譏に与えた。張譏は温文殿で老荘を講義した。陳叔宝（後主）が帝位につくと、張譏は南平王府諮議参軍・東宮学士を兼ねた。ほどなく学士のまま、国子博士に転じた。後主が鍾山の開善寺に行幸して、寺の西南の松林の下に座し、張譏に学僧の試験をさせたことがあった。このとき麈尾が届かなかったので、後主が松の枝を取らせて、張譏に持たせ、「麈尾の代わりとすべし」と言った。
禎明3年（589年）、陳が隋に滅ぼされると、張譏は関中に入った。後に長安で死去した。享年は76。編著に『周易義』30巻、『尚書義』15巻、『毛詩義』20巻、『孝経義』8巻、『論語義』20巻、『老子義』11巻、『荘子内篇義』12巻、『荘子外篇義』20巻、『荘子雑篇義』10巻、『玄部通義』12巻、『遊玄桂林』24巻があった。
子の張孝則は、始安王記室参軍に上った。

## 伝記資料
- 『陳書』巻33 列伝第27
- 『南史』巻71 列伝第61